# Liste des ponts sur l'Aveyron
Cette liste contient les ponts présents sur l'Aveyron et ses bras. Elle est donnée  par département français depuis l'amont du cours d'eau vers son aval et précise pour chaque pont le nom des communes qu'il relie, en commençant par celle située sur la rive gauche du cours d'eau.
- voies routières
- voies autoroutières  ou
- voies ferrées
- passerelles piétonnes
- ponts mixtes (route + rail)  +

Certains relient une berge à une île et ne franchissent donc qu'un bras. D'autres sont en ruine et infranchissables.

Certains ponts, en France, sont inscrits ou classés aux monuments historiques, ou encore répertoriés dans l’inventaire général du patrimoine culturel du Ministère de la Culture. D'autres, en Suisse, sont inscrits comme biens culturels d'importance nationale et régionale :
- pont inscrit aux monuments historiques français
- pont classé aux monuments historiques français

## Liste
| Image                  | Pont                                 | Rive gauche              | Milieu  | Rive droite              | Longueur totale | Localisation                | Type du pont                | Route/ ligne ferroviaire                              | Année         | Monument historique | Commentaire |
| Aveyron                | Aveyron                              | Aveyron                  | Aveyron | Aveyron                  | Aveyron         | Aveyron                     | Aveyron                     | Aveyron                                               | Aveyron       | Aveyron             | Aveyron     |
| ---------------------- | ------------------------------------ | ------------------------ | ------- | ------------------------ | --------------- | --------------------------- | --------------------------- | ----------------------------------------------------- | ------------- | ------------------- | ----------- |
|                        | Premier pont sur l'Aveyron           | Sévérac-d'Aveyron        |         | Sévérac-d'Aveyron        |                 | 44° 18′ 44″ N, 3° 05′ 24″ E |                             |                                                       |               |                     |             |
|                        | Second pont sur l'Aveyron            | Sévérac-d'Aveyron        |         | Sévérac-d'Aveyron        |                 | 44° 18′ 39″ N, 3° 05′ 13″ E |                             |                                                       |               |                     |             |
|                        | Pont de Cayrac le Haut               | Sévérac-d'Aveyron        |         | Sévérac-d'Aveyron        |                 | 44° 18′ 35″ N, 3° 04′ 55″ E |                             |                                                       |               |                     |             |
|                        | Pont de Cayrac le Bas                | Sévérac-d'Aveyron        |         | Sévérac-d'Aveyron        |                 | 44° 18′ 43″ N, 3° 04′ 34″ E |                             |                                                       |               |                     |             |
|                        | Pont routier                         | Sévérac-d'Aveyron        |         | Sévérac-d'Aveyron        |                 | 44° 18′ 44″ N, 3° 04′ 21″ E |                             |                                                       |               |                     |             |
|                        | Pont routier de la D809              | Sévérac-d'Aveyron        |         | Sévérac-d'Aveyron        |                 | 44° 18′ 44″ N, 3° 04′ 19″ E |                             | D 809                                                 |               |                     |             |
|                        | Pont du moulin                       | Sévérac-d'Aveyron        |         | Sévérac-d'Aveyron        |                 | 44° 18′ 45″ N, 3° 04′ 02″ E |                             |                                                       |               |                     |             |
|                        | Pont routier                         | Sévérac-d'Aveyron        |         | Sévérac-d'Aveyron        |                 | 44° 18′ 57″ N, 3° 03′ 50″ E |                             |                                                       |               |                     |             |
|                        | Pont ferroviaire                     | Sévérac-d'Aveyron        |         | Sévérac-d'Aveyron        |                 | 44° 19′ 10″ N, 3° 03′ 31″ E |                             | Ligne de Béziers à Neussargues                        |               |                     |             |
|                        | Pont routier                         | Sévérac-d'Aveyron        |         | Sévérac-d'Aveyron        |                 | 44° 19′ 14″ N, 3° 03′ 25″ E |                             |                                                       |               |                     |             |
|                        | Pont du Pré Bas                      | Sévérac-d'Aveyron        |         | Sévérac-d'Aveyron        |                 | 44° 19′ 27″ N, 3° 03′ 07″ E |                             |                                                       |               |                     |             |
|                        | Pont ferroviaire                     | Sévérac-d'Aveyron        |         | Sévérac-d'Aveyron        |                 | 44° 19′ 48″ N, 3° 03′ 00″ E |                             | Ligne de Béziers à Neussargues                        |               |                     |             |
|                        | Pont routier                         | Sévérac-d'Aveyron        |         | Sévérac-d'Aveyron        |                 | 44° 19′ 49″ N, 3° 03′ 00″ E |                             |                                                       |               |                     |             |
|                        | Pont routier                         | Sévérac-d'Aveyron        |         | Sévérac-d'Aveyron        |                 | 44° 19′ 52″ N, 3° 02′ 52″ E |                             |                                                       |               |                     |             |
|                        | Pont routier de la N88               | Sévérac-d'Aveyron        |         | Sévérac-d'Aveyron        |                 | 44° 19′ 54″ N, 3° 02′ 51″ E |                             | N 88                                                  |               |                     |             |
|                        | Pont routier                         | Sévérac-d'Aveyron        |         | Sévérac-d'Aveyron        |                 | 44° 20′ 04″ N, 3° 02′ 37″ E |                             |                                                       |               |                     |             |
|                        | Pont routier                         | Sévérac-d'Aveyron        |         | Sévérac-d'Aveyron        |                 | 44° 20′ 08″ N, 3° 02′ 30″ E |                             |                                                       |               |                     |             |
|                        | Pont aval de Lapanouse               | Sévérac-d'Aveyron        |         | Sévérac-d'Aveyron        |                 | 44° 20′ 18″ N, 3° 02′ 12″ E |                             |                                                       |               |                     |             |
|                        | Pont du Moulin de Bonneval           | Sévérac-d'Aveyron        |         | Sévérac-d'Aveyron        |                 | 44° 20′ 26″ N, 3° 01′ 54″ E |                             |                                                       |               |                     |             |
|                        | Pont routier de la D64               | Sévérac-d'Aveyron        |         | Sévérac-d'Aveyron        |                 | 44° 20′ 42″ N, 3° 01′ 10″ E |                             | D 64                                                  |               |                     |             |
|                        | Pont routier                         | Sévérac-d'Aveyron        |         | Sévérac-d'Aveyron        |                 | 44° 21′ 00″ N, 3° 00′ 02″ E |                             |                                                       |               |                     |             |
|                        | Pont routier                         | Sévérac-d'Aveyron        |         | Sévérac-d'Aveyron        |                 | 44° 21′ 08″ N, 2° 59′ 35″ E |                             |                                                       |               |                     |             |
|                        | Pont aval des Cornejouls             | Sévérac-d'Aveyron        |         | Sévérac-d'Aveyron        |                 | 44° 21′ 06″ N, 2° 59′ 12″ E |                             |                                                       |               |                     |             |
|                        | Pont routier                         | Sévérac-d'Aveyron        |         | Sévérac-d'Aveyron        |                 | 44° 21′ 13″ N, 2° 58′ 30″ E |                             |                                                       |               |                     |             |
|                        | Pont routier de la D582 nord         | Sévérac-d'Aveyron        |         | Sévérac-d'Aveyron        |                 | 44° 21′ 19″ N, 2° 58′ 15″ E |                             | D 582                                                 |               |                     |             |
|                        | Pont routier de la D582 sud          | Sévérac-d'Aveyron        |         | Sévérac-d'Aveyron        |                 | 44° 21′ 17″ N, 2° 58′ 16″ E |                             | D 582                                                 |               |                     |             |
|                        | Pont routier                         | Sévérac-d'Aveyron        |         | Sévérac-d'Aveyron        |                 | 44° 21′ 22″ N, 2° 57′ 48″ E |                             |                                                       |               |                     |             |
|                        | Pont ferroviaire                     | Sévérac-d'Aveyron        |         | Gaillac-d'Aveyron        |                 | 44° 21′ 18″ N, 2° 57′ 04″ E |                             | Ligne de Sévérac-le-Château à Rodez                   |               |                     |             |
|                        | Pont routier                         | Sévérac-d'Aveyron        |         | Gaillac-d'Aveyron        |                 | 44° 21′ 12″ N, 2° 56′ 07″ E |                             |                                                       |               |                     |             |
|                        | Pont routier de la D95               | Gaillac-d'Aveyron        |         | Gaillac-d'Aveyron        |                 | 44° 21′ 16″ N, 2° 55′ 44″ E |                             | D 95                                                  |               |                     |             |
|                        | Pont de Mézérac                      | Gaillac-d'Aveyron        |         | Gaillac-d'Aveyron        |                 | 44° 21′ 28″ N, 2° 54′ 25″ E |                             |                                                       |               |                     |             |
|                        | Pont ferroviaire                     | Gaillac-d'Aveyron        |         | Gaillac-d'Aveyron        |                 | 44° 21′ 51″ N, 2° 53′ 53″ E |                             | Ligne de Sévérac-le-Château à Rodez                   |               |                     |             |
|                        | Pont routier de la D295              | Gaillac-d'Aveyron        |         | Gaillac-d'Aveyron        |                 | 44° 22′ 00″ N, 2° 53′ 19″ E |                             | D 295                                                 |               |                     |             |
|                        | Pont routier                         | Gaillac-d'Aveyron        |         | Gaillac-d'Aveyron        |                 | 44° 22′ 25″ N, 2° 53′ 11″ E |                             |                                                       |               |                     |             |
|                        | Pont piéton                          | Gaillac-d'Aveyron        |         | Gaillac-d'Aveyron        |                 | 44° 22′ 46″ N, 2° 53′ 23″ E |                             |                                                       |               |                     |             |
|                        | Pont piéton                          | Gaillac-d'Aveyron        |         | Gaillac-d'Aveyron        |                 | 44° 23′ 10″ N, 2° 52′ 38″ E |                             |                                                       |               |                     |             |
|                        | Pont piéton                          | Palmas d'Aveyron         |         | Palmas d'Aveyron         |                 | 44° 23′ 51″ N, 2° 51′ 12″ E |                             |                                                       |               |                     |             |
|                        | Pont routier de la D45               | Palmas d'Aveyron         |         | Palmas d'Aveyron         |                 | 44° 23′ 56″ N, 2° 50′ 47″ E |                             | D 45                                                  |               |                     |             |
|                        | Pont routier                         | Palmas d'Aveyron         |         | Palmas d'Aveyron         |                 | 44° 23′ 59″ N, 2° 50′ 27″ E |                             |                                                       |               |                     |             |
|                        | Pont de Palmas                       | Palmas d'Aveyron         |         | Palmas d'Aveyron         |                 | 44° 23′ 47″ N, 2° 50′ 07″ E |                             |                                                       |               |                     |             |
|                        | Pont routier de la D28               | Palmas d'Aveyron         |         | Palmas d'Aveyron         |                 | 44° 23′ 44″ N, 2° 50′ 03″ E |                             | D 28                                                  |               |                     |             |
|                        | Pont d'Ampiac                        | Laissac-Sévérac l'Église |         | Laissac-Sévérac l'Église |                 | 44° 23′ 36″ N, 2° 49′ 01″ E |                             | D 622                                                 |               |                     |             |
|                        | Pont piéton                          | Bertholène               |         | Bertholène               |                 | 44° 24′ 17″ N, 2° 46′ 49″ E |                             |                                                       |               |                     |             |
|                        | Pont routier de la D259              | Bertholène               |         | Bertholène               |                 | 44° 24′ 09″ N, 2° 46′ 30″ E |                             | D 259                                                 |               |                     |             |
|                        | Pont routier de la D27               | Bertholène               |         | Montrozier               |                 | 44° 24′ 06″ N, 2° 45′ 49″ E |                             | D 27                                                  |               |                     |             |
|                        | Vieux Pont                           | Montrozier               |         | Montrozier               | 43 m            | 44° 24′ 20″ N, 2° 44′ 40″ E | Pont en maçonnerie          | D 59                                                  | XVe siècle    |                     |             |
|                        | Pont routier                         | Montrozier               |         | Montrozier               |                 | 44° 23′ 52″ N, 2° 42′ 34″ E |                             |                                                       |               |                     |             |
|                        | Pont routier de la N88               | Montrozier               |         | Montrozier               |                 | 44° 23′ 39″ N, 2° 42′ 29″ E |                             | N 88                                                  |               |                     |             |
|                        | Pont ferroviaire                     | Montrozier               |         | Montrozier               |                 | 44° 23′ 19″ N, 2° 42′ 18″ E |                             | Ligne de Sévérac-le-Château à Rodez                   |               |                     |             |
|                        | Pont aval de Montrozier              | Montrozier               |         | Montrozier               |                 | 44° 23′ 12″ N, 2° 41′ 29″ E |                             |                                                       |               |                     |             |
|                        | Pont routier                         | La Loubière              |         | Montrozier               |                 | 44° 23′ 15″ N, 2° 40′ 40″ E |                             |                                                       |               |                     |             |
|                        | Pont routier de La Loubière          | La Loubière              |         | La Loubière              |                 | 44° 22′ 05″ N, 2° 39′ 57″ E |                             | D 563                                                 |               |                     |             |
|                        | Pont routier                         | Agen-d'Aveyron           |         | La Loubière              |                 | 44° 21′ 15″ N, 2° 39′ 54″ E |                             |                                                       |               |                     |             |
|                        | Pont ferroviaire de La Loubière      | Sainte-Radegonde         |         | La Loubière              |                 | 44° 22′ 05″ N, 2° 38′ 50″ E |                             | Ligne de Sévérac-le-Château à Rodez                   |               |                     |             |
|                        | Pont routier de la D29               | Sainte-Radegonde         |         | Onet-le-Château          |                 | 44° 22′ 14″ N, 2° 37′ 58″ E |                             | D 29                                                  |               |                     |             |
|                        | Pont ferroviaire                     | Sainte-Radegonde         |         | Onet-le-Château          |                 | 44° 22′ 00″ N, 2° 37′ 40″ E |                             | Ligne de Sévérac-le-Château à Rodez                   |               |                     |             |
|                        | Pont piéton                          | Sainte-Radegonde         |         | Onet-le-Château          |                 | 44° 21′ 39″ N, 2° 37′ 08″ E |                             |                                                       |               |                     |             |
|                        | Pont routier de la D162              | Rodez                    |         | Onet-le-Château          |                 | 44° 21′ 27″ N, 2° 35′ 48″ E |                             | D 162                                                 |               |                     |             |
|                        | Pont de Layoule                      | Rodez                    |         | Rodez                    |                 | 44° 21′ 12″ N, 2° 34′ 52″ E |                             |                                                       | 1320          |                     |             |
|                        | Pont routier de la D12               | Le Monastère             |         | Le Monastère             |                 | 44° 20′ 42″ N, 2° 34′ 49″ E |                             | D 12                                                  |               |                     |             |
|                        | Pont du Monastère                    | Le Monastère             |         | Le Monastère             |                 | 44° 20′ 33″ N, 2° 34′ 46″ E | Pont en maçonnerie          |                                                       |               |                     |             |
|                        | Pont routier de la D212E             | Olemps                   |         | Rodez                    |                 | 44° 20′ 31″ N, 2° 33′ 54″ E |                             | D 212E                                                |               |                     |             |
|                        | Viaduc de la Gascarie                | Olemps                   |         | Rodez                    | 296 m           | 44° 20′ 51″ N, 2° 33′ 33″ E | Pont en maçonnerie          | Ligne de Castelnaudary à Rodez                        | 1897          |                     |             |
|                        | Pont aval de la Rocade de Rodez      | Olemps                   |         | Rodez                    |                 | 44° 21′ 05″ N, 2° 33′ 14″ E |                             | N 88                                                  |               |                     |             |
|                        | Pont d'Olemps                        | Olemps                   |         | Rodez                    |                 | 44° 21′ 06″ N, 2° 33′ 13″ E |                             |                                                       |               |                     |             |
|                        | Pont d'Agnac                         | Olemps                   |         | Druelle Balsac           |                 | 44° 20′ 26″ N, 2° 31′ 18″ E |                             |                                                       |               |                     |             |
|                        | Pont routier de la D624              | Druelle Balsac           |         | Druelle Balsac           |                 | 44° 20′ 26″ N, 2° 30′ 34″ E |                             | D 624                                                 |               |                     |             |
|                        | Pont routier de la D543              | Druelle Balsac           |         | Druelle Balsac           |                 | 44° 20′ 16″ N, 2° 29′ 37″ E |                             | D 543                                                 |               |                     |             |
|                        | Pont aval de Druelle                 | Moyrazès                 |         | Druelle Balsac           |                 | 44° 20′ 13″ N, 2° 29′ 28″ E |                             |                                                       |               |                     |             |
|                        | Pont routier                         | Moyrazès                 |         | Druelle Balsac           |                 | 44° 20′ 07″ N, 2° 28′ 48″ E |                             |                                                       |               |                     |             |
|                        | Pont de Combacau routier             | Moyrazès                 |         | Druelle Balsac           |                 | 44° 20′ 47″ N, 2° 27′ 45″ E | Pont en maçonnerie          | D 67                                                  | XVIIIe siècle |                     |             |
|                        | Pont de Comencau piéton              | Moyrazès                 |         | Druelle Balsac           |                 | 44° 20′ 59″ N, 2° 27′ 16″ E |                             |                                                       |               |                     |             |
|                        | Pont du Castanié                     | Moyrazès                 |         | Druelle Balsac           |                 | 44° 21′ 40″ N, 2° 25′ 50″ E |                             | D 626                                                 |               |                     |             |
|                        | Pont des Planquès                    | Moyrazès                 |         | Druelle Balsac           |                 | 44° 21′ 59″ N, 2° 24′ 45″ E | Pont en arc en plein cintre | D 57                                                  |               |                     |             |
|                        | Pont routier                         | Colombies                |         | Mayran                   |                 | 44° 21′ 52″ N, 2° 23′ 05″ E |                             |                                                       |               |                     |             |
|                        | Pont piéton                          | Colombies                |         | Mayran                   |                 | 44° 22′ 01″ N, 2° 21′ 24″ E |                             |                                                       |               |                     |             |
|                        | Pont médiéval de Belcastel           | Belcastel                |         | Belcastel                |                 | 44° 23′ 17″ N, 2° 20′ 09″ E | Pont en maçonnerie          |                                                       | XVe siècle    |                     |             |
|                        | Pont Neuf                            | Colombies                |         | Belcastel                |                 | 44° 22′ 37″ N, 2° 18′ 36″ E |                             | D 997                                                 |               |                     |             |
|                        | Pont routier de la D75               | Rignac                   |         | Rignac                   |                 | 44° 22′ 19″ N, 2° 16′ 31″ E |                             | D 75                                                  |               |                     |             |
|                        | Pont des Prévinquières               | Prévinquières            |         | Prévinquières            |                 | 44° 22′ 35″ N, 2° 13′ 56″ E |                             | D 61                                                  |               |                     |             |
|                        | Pont routier de la D26               | Compolibat               |         | Compolibat               |                 | 44° 22′ 32″ N, 2° 12′ 08″ E |                             | D 26                                                  |               |                     |             |
|                        | Pont aval de Compolibat              | Compolibat               |         | Compolibat               |                 | 44° 22′ 10″ N, 2° 11′ 49″ E |                             |                                                       |               |                     |             |
|                        | Pont du Cayla                        | Le Bas-Ségala            |         | Le Bas-Ségala            |                 | 44° 22′ 02″ N, 2° 09′ 29″ E |                             |                                                       |               |                     |             |
|                        | Pont de Vézis                        | Le Bas-Ségala            |         | Maleville                |                 | 44° 21′ 43″ N, 2° 06′ 53″ E |                             | D 269                                                 |               |                     |             |
|                        | Pont des Phalips                     | Le Bas-Ségala            |         | Maleville                |                 | 44° 21′ 45″ N, 2° 05′ 14″ E |                             |                                                       |               |                     |             |
|                        | Pont routier                         | Villefranche-de-Rouergue |         | Villefranche-de-Rouergue |                 | 44° 20′ 35″ N, 2° 03′ 08″ E |                             |                                                       |               |                     |             |
|                        | Passerelle piéton                    | Villefranche-de-Rouergue |         | Villefranche-de-Rouergue |                 | 44° 20′ 59″ N, 2° 02′ 40″ E |                             |                                                       |               |                     |             |
|                        | Pont sur l'Aveyron                   | Villefranche-de-Rouergue |         | Villefranche-de-Rouergue |                 | 44° 21′ 00″ N, 2° 02′ 38″ E |                             | Ligne de Brive-la-Gaillarde à Toulouse-Matabiau       |               |                     |             |
|                        | Pont Des Consuls                     | Villefranche-de-Rouergue |         | Villefranche-de-Rouergue |                 | 44° 20′ 57″ N, 2° 02′ 14″ E | Pont en maçonnerie          |                                                       | 1321          |                     |             |
|                        | Pont National                        | Villefranche-de-Rouergue |         | Villefranche-de-Rouergue |                 | 44° 20′ 57″ N, 2° 02′ 11″ E |                             | D 911                                                 |               |                     |             |
|                        | Pont de la Maladrésie                | Villefranche-de-Rouergue |         | Villefranche-de-Rouergue |                 | 44° 20′ 10″ N, 2° 01′ 48″ E |                             | Ligne de Brive-la-Gaillarde à Toulouse-Matabiau       |               |                     |             |
|                        | Pont routier de la D247              | Villefranche-de-Rouergue |         | Villefranche-de-Rouergue |                 | 44° 20′ 03″ N, 2° 01′ 57″ E |                             | D 247                                                 |               |                     |             |
|                        | Pont sur l'Aveyron                   | Villefranche-de-Rouergue |         | Villefranche-de-Rouergue |                 | 44° 19′ 43″ N, 2° 00′ 55″ E |                             | Ligne de Brive-la-Gaillarde à Toulouse-Matabiau       |               |                     |             |
|                        | Pont de Floirac                      | Monteils                 |         | Monteils                 |                 | 44° 17′ 09″ N, 2° 00′ 05″ E |                             | D 648                                                 |               |                     |             |
|                        | Pont de Monteils                     | Monteils                 |         | Monteils                 |                 | 44° 15′ 59″ N, 2° 00′ 11″ E |                             | D 514                                                 |               |                     |             |
|                        | Pont sur l'Aveyron                   | Monteils                 |         | Monteils                 |                 | 44° 15′ 59″ N, 2° 00′ 14″ E |                             | Ligne de Brive-la-Gaillarde à Toulouse-Matabiau       |               |                     |             |
|                        | Pont de Rigue-Rouge                  | Sanvensa                 |         | Monteils                 |                 | 44° 15′ 48″ N, 2° 00′ 13″ E |                             | Ligne de Brive-la-Gaillarde à Toulouse-Matabiau       |               |                     |             |
|                        | Pont de Caylou                       | Sanvensa                 |         | Monteils                 |                 | 44° 15′ 38″ N, 2° 00′ 10″ E |                             | Ligne de Brive-la-Gaillarde à Toulouse-Matabiau       |               |                     |             |
|                        | Pont du Long-Col Nord                | La Fouillade             |         | Monteils                 |                 | 44° 15′ 23″ N, 2° 00′ 10″ E |                             | Ligne de Brive-la-Gaillarde à Toulouse-Matabiau       |               |                     |             |
|                        | Pont du Long-Col Sud                 | La Fouillade             |         | Monteils                 |                 | 44° 15′ 15″ N, 2° 00′ 09″ E |                             | Ligne de Brive-la-Gaillarde à Toulouse-Matabiau       |               |                     |             |
|                        | Pont de Falgayrolles                 | La Fouillade             |         | Monteils                 |                 | 44° 15′ 03″ N, 2° 00′ 03″ E |                             | Ligne de Brive-la-Gaillarde à Toulouse-Matabiau       |               |                     |             |
|                        | Pont de Seilhols                     | La Fouillade             |         | Monteils                 |                 | 44° 14′ 38″ N, 1° 59′ 57″ E |                             | Ligne de Brive-la-Gaillarde à Toulouse-Matabiau       |               |                     |             |
|                        | Pont de Cabanelles                   | Najac                    |         | Monteils                 |                 | 44° 14′ 29″ N, 1° 59′ 52″ E |                             | Ligne de Brive-la-Gaillarde à Toulouse-Matabiau       |               |                     |             |
|                        | Pont de Mourlesc                     | Najac                    |         | Najac                    |                 | 44° 14′ 01″ N, 1° 59′ 07″ E |                             | Ligne de Brive-la-Gaillarde à Toulouse-Matabiau       |               |                     |             |
|                        | Pont ferroviaire de Najac            | Najac                    |         | Najac                    |                 | 44° 13′ 15″ N, 1° 58′ 33″ E |                             | Ligne de Brive-la-Gaillarde à Toulouse-Matabiau       |               |                     |             |
|                        | Pont de la Frégère                   | Najac                    |         | Najac                    |                 | 44° 13′ 15″ N, 1° 58′ 20″ E |                             | D 39                                                  |               |                     |             |
|                        | Passerelle de Najac                  | Najac                    |         | Najac                    |                 | 44° 13′ 16″ N, 1° 58′ 05″ E |                             |                                                       |               |                     |             |
|                        | Pont Saint-Blaise                    | Najac                    |         | Najac                    |                 | 44° 12′ 58″ N, 1° 57′ 40″ E | Pont en maçonnerie          | D 594                                                 | 1274          |                     |             |
|                        | Pont de Petit-Mergieux               | Najac                    |         | Najac                    |                 | 44° 11′ 37″ N, 1° 58′ 48″ E |                             | Ligne de Brive-la-Gaillarde à Toulouse-Matabiau       |               |                     |             |
|                        | Pont de Grand-Mergieux               | Saint-André-de-Najac     |         | Najac                    |                 | 44° 11′ 14″ N, 1° 58′ 56″ E |                             | Ligne de Brive-la-Gaillarde à Toulouse-Matabiau       |               |                     |             |
| Tarn-et-Garonne        |                                      |                          |         |                          |                 |                             |                             |                                                       |               |                     |             |
|                        | Pont de Roquedug                     | Laguépie                 |         | Laguépie                 |                 | 44° 09′ 21″ N, 1° 58′ 21″ E |                             | Ligne de Brive-la-Gaillarde à Toulouse-Matabiau       |               |                     |             |
|                        | Pont de l'Aveyron                    | Laguépie                 |         | Laguépie                 |                 | 44° 08′ 42″ N, 1° 58′ 16″ E |                             | D 958                                                 |               |                     |             |
| Tarn / Tarn-et-Garonne |                                      |                          |         |                          |                 |                             |                             |                                                       |               |                     |             |
|                        | Pont de Laguépie                     | Saint-Martin-Laguépie    |         | Laguépie                 |                 | 44° 09′ 02″ N, 1° 57′ 13″ E |                             | Ligne de Brive-la-Gaillarde à Toulouse-Matabiau       |               |                     |             |
|                        | Pont de Le Riols                     | Le Riols                 |         | Varen                    |                 | 44° 09′ 04″ N, 1° 54′ 20″ E |                             | D 9 Ligne de Brive-la-Gaillarde à Toulouse-Matabiau   |               |                     |             |
|                        | Pont routier de Lexos le Bas         | Milhars                  |         | Varen                    |                 | 44° 08′ 20″ N, 1° 52′ 45″ E |                             | D 600                                                 |               |                     |             |
|                        | Viaduc de Lexos                      | Milhars                  |         | Varen                    |                 | 44° 08′ 22″ N, 1° 52′ 36″ E |                             | Ligne de Brive-la-Gaillarde à Toulouse-Matabiau       |               |                     |             |
|                        | Pont routier de la D115              | Montrosier               |         | Varen                    |                 | 44° 08′ 22″ N, 1° 50′ 39″ E |                             | D 115                                                 |               |                     |             |
| Tarn-et-Garonne        |                                      |                          |         |                          |                 |                             |                             |                                                       |               |                     |             |
|                        | Pont de Feneyrols                    | Feneyrols                |         | Feneyrols                |                 | 44° 07′ 46″ N, 1° 49′ 11″ E | Pont suspendu               | D 102                                                 | 1931          |                     |             |
|                        | Pont de Saint Antonin                | Saint-Antonin-Noble-Val  |         | Saint-Antonin-Noble-Val  |                 | 44° 09′ 00″ N, 1° 45′ 18″ E | Pont en maçonnerie          | D 19                                                  |               |                     |             |
|                        | Pont de Saint-Antonin-Noble-Val      | Saint-Antonin-Noble-Val  |         | Saint-Antonin-Noble-Val  |                 | 44° 09′ 05″ N, 1° 43′ 09″ E |                             | D 115                                                 |               |                     |             |
|                        | Pont aval de Saint-Antonin-Noble-Val | Saint-Antonin-Noble-Val  |         | Saint-Antonin-Noble-Val  |                 | 44° 07′ 58″ N, 1° 42′ 45″ E |                             | D 115                                                 |               |                     |             |
|                        | Passerelle piéton                    | Saint-Antonin-Noble-Val  |         | Cazals                   |                 | 44° 07′ 18″ N, 1° 43′ 16″ E |                             |                                                       |               |                     |             |
| Tarn / Tarn-et-Garonne |                                      |                          |         |                          |                 |                             |                             |                                                       |               |                     |             |
|                        | Pont de Cazals                       | Penne                    |         | Cazals                   |                 | 44° 07′ 02″ N, 1° 43′ 21″ E | Pont suspendu               | D 75Bis                                               |               |                     |             |
| Tarn                   |                                      |                          |         |                          |                 |                             |                             |                                                       |               |                     |             |
|                        | Passerelle piéton                    | Penne                    |         | Penne                    |                 | 44° 06′ 01″ N, 1° 43′ 31″ E |                             |                                                       |               |                     |             |
|                        | Pont de Penne                        | Penne                    |         | Penne                    |                 | 44° 04′ 48″ N, 1° 43′ 37″ E |                             | D 33                                                  |               |                     |             |
| Tarn-et-Garonne        |                                      |                          |         |                          |                 |                             |                             |                                                       |               |                     |             |
|                        | Pont de Bruniquel                    | Bruniquel                |         | Bruniquel                |                 | 44° 03′ 24″ N, 1° 40′ 11″ E |                             |                                                       |               |                     |             |
|                        | Pont de Montricoux                   | Bruniquel                |         | Montricoux               |                 | 44° 04′ 24″ N, 1° 37′ 01″ E |                             | D 958                                                 | 1833          |                     |             |
|                        | Pont de Bioule                       | Nègrepelisse             |         | Bioule                   |                 | 44° 05′ 16″ N, 1° 32′ 09″ E |                             | D 64                                                  |               |                     |             |
|                        | Pont Albias                          | Albias                   |         | Cayrac                   |                 | 44° 05′ 32″ N, 1° 26′ 58″ E |                             | D 820                                                 | 1770          |                     |             |
|                        | Pont ferroviaire d'Albias            | Albias                   |         | Cayrac                   | 95 m            | 44° 05′ 37″ N, 1° 26′ 53″ E | Pont en maçonnerie          | Ligne des Aubrais - Orléans à Montauban-Ville-Bourbon |               |                     |             |
|                        | Pont autoroutier de l'A20 d'Albias   | Albias                   |         | Cayrac                   |                 | 44° 06′ 03″ N, 1° 26′ 53″ E |                             | A20                                                   |               |                     |             |
|                        | Pont de Lamothe-Capdeville           | Montauban                |         | Lamothe-Capdeville       |                 | 44° 04′ 23″ N, 1° 22′ 06″ E |                             | D 69                                                  | 1860          |                     |             |
|                        | Pont de Pelut                        | Montauban                |         | L'Honor-de-Cos           |                 | 44° 05′ 01″ N, 1° 20′ 51″ E |                             | D 959                                                 |               |                     |             |
|                        | Gué de Piquecos                      | Piquecos                 |         | Piquecos                 |                 | 44° 05′ 45″ N, 1° 19′ 00″ E |                             |                                                       |               |                     |             |
|                        | Pont routier de la D927              | Villemade                |         | Lafrançaise              |                 | 44° 05′ 21″ N, 1° 16′ 10″ E |                             | D 927                                                 |               |                     |             |

### Articles Connexes
- Aveyron